# Eduard Moser (Politiker)
Eduard Moser (* 1. Dezember 1915 in Maria Enzersdorf; † 31. Jänner 1987 in Eisbach) war ein österreichischer Politiker (ÖVP) und Mittelschulprofessor. Er war von 1965 bis 1950 Abgeordneter zum Landtag Steiermark und von 1970 bis 1979 Abgeordneter zum Nationalrat.
Moser besuchte nach der Volksschule ein humanistisches Gymnasium und studierte danach an der Universität Graz, an der er 1941 promovierte. 1946 legte er die Lehramtsprüfung für Mathematik und Physik ab, danach war er zwischen 1946 und 1954 als Professor an der höheren Technischen Bundes-Lehr- und Versuchsanstalt Graz-Gösting beschäftigt. Er wurde 1954 Landesjugendreferent der Steiermärkischen Landesregierung und später zum Hofrat ernannt.
Moser vertrat die ÖVP ab dem 19. Oktober 1965 im Steiermärkischen Landtag und wechselte am 31. März 1970 in den Nationalrat, dem er bis zum 4. Juni 1979 angehörte. Er war zudem Vorsitzender des wehrpolitischen Ausschusses des ÖAAB Steiermark und ab 1973 Vizepräsident des Österreichischen Zivilschutzverbandes.